# Lance Reddick
Lance Reddick (Født 7. juni 1962 i Baltimore, Maryland, død 	17. marts 2023) var en amerikansk skuespiller Han medvirkede i The Wire som Cedric Daniels, samt i Oz som Johnny Basil, og har ydermere medvirket i fjerde sæson af Lost, hvor det egentlig var intentionen, at han skulle være casted som Mr. Eko allerede i anden sæson.

## Filmografi

### Film
| År   | Titel                             | Rolle                                | Noter                                 | Ref.          |
| ---- | --------------------------------- | ------------------------------------ | ------------------------------------- | ------------- |
| 1998 | Great Expectations                | Anton Le Farge                       |                                       | [ 2 ]         |
| 1998 | Godzilla                          | Soldier on Manhattan Bridge          | Uncredited                            | [ 3 ]         |
| 1998 | The Siege                         | FBI Agent Floyd Rose                 |                                       | [ 4 ]         |
| 2000 | I Dreamed of Africa               | Simon                                |                                       | [ 5 ]         |
| 2001 | Don't Say a Word                  | Arnie                                |                                       | [ 6 ]         |
| 2004 | Brother to Brother                | James Baldwin                        |                                       | [ 7 ]         |
| 2006 | Dirty Work                        | Derek Manning                        |                                       | [ 8 ]         |
| 2008 | Tennessee                         | Frank                                |                                       | [ 9 ]         |
| 2009 | The Way of War                    | The Black Man                        |                                       | [ 10 ]        |
| 2010 | Jonah Hex                         | Smith                                |                                       | [ 11 ]        |
| 2011 | Remains                           | Ramsey                               |                                       | [ 12 ]        |
| 2012 | St. Sebastian                     | Ives                                 | Unreleased                            | [ 13 ]        |
| 2012 | Won't Back Down                   | Charles Alberts                      |                                       | [ 14 ]        |
| 2013 | White House Down                  | General Caulfield                    |                                       | [ 15 ]        |
| 2013 | Oldboy                            | Daniel Newcombe                      |                                       | [ 16 ]        |
| 2014 | Faults                            | Mick                                 |                                       | [ 17 ]        |
| 2014 | The Guest                         | Major Carver                         |                                       | [ 18 ]        |
| 2014 | Search Party                      | Macdonaldson                         |                                       | [ 19 ]        |
| 2014 | John Wick                         | Charon                               |                                       | [ 20 ]        |
| 2015 | Parallel Man: Infinite Pursuit    | Atlas (voice)                        | Short film                            | [ 21 ] [ 22 ] |
| 2015 | Fun Size Horror                   | Oscar                                | Short film; segment: "The Collection" | [ 23 ]        |
| 2017 | John Wick: Chapter 2              | Charon                               |                                       | [ 20 ]        |
| 2018 | Little Woods                      | Officer Carter                       |                                       | [ 24 ]        |
| 2018 | Canal Street                      | Jerry Shaw                           |                                       | [ 25 ]        |
| 2018 | Monster Party                     | Milo                                 |                                       | [ 15 ]        |
| 2018 | The Domestics                     | Nathan Wood                          |                                       | [ 15 ]        |
| 2019 | John Wick: Chapter 3 – Parabellum | Charon                               |                                       | [ 20 ]        |
| 2019 | Angel Has Fallen                  | Secret Service Director David Gentry |                                       | [ 26 ]        |
| 2020 | Faith Based                       | Pastor Mike                          |                                       | [ 27 ]        |
| 2020 | Sylvie's Love                     | Herbert "Mr. Jay" Johnson            |                                       | [ 28 ]        |
| 2020 | One Night in Miami...             | Brother Kareem                       |                                       | [ 29 ]        |
| 2021 | Godzilla vs. Kong                 | Guillerman                           |                                       | [ 30 ]        |
| 2023 | John Wick: Chapter 4              | Charon                               | Posthumous release                    | [ 31 ]        |
| 2023 | White Men Can't Jump              | Benji Allen                          | Posthumous release                    | [ 32 ]        |
| 2023 | The Caine Mutiny Court-Martial    | Captain Luther Blakely               | Posthumous release                    | [ 33 ]        |
| 2024 | Shirley                           | Wesley MacDonald "Mac" Holder        | Posthumous release                    | [ 34 ]        |
| 2025 | John Wick Presents: Ballerina     | Charon                               | Posthum udgivelse; post-production    | [ 35 ]        |

### Tv
| År        | Titel                                  | Rolle                                                 | Noter                                                            | Ref.                 |
| --------- | -------------------------------------- | ----------------------------------------------------- | ---------------------------------------------------------------- | -------------------- |
| 1996      | New York Undercover                    | Oscar Griffin                                         | Episode: "The Enforcers"                                         | [ 3 ]                |
| 1996      | Swift Justice                          | Jim Stark                                             | Episode: "Bad Medicine"                                          | [ 36 ]               |
| 1997      | The Nanny                              | Stage Hand                                            | Episode: "Fair Weather Fran"                                     | [ 37 ]               |
| 1997      | What the Deaf Man Heard                | George Thacker                                        | Television film                                                  | [ 38 ]               |
| 1998      | The Fixer                              | Tyrell Holmes                                         | Television film                                                  | [ 39 ]               |
| 1998      | Witness to the Mob                     | Foreman Trial #2                                      | Television film                                                  | [ 40 ]               |
| 1999      | The West Wing                          | DC Police Officer                                     | Episode: "In Excelsis Deo"                                       |                      |
| 2000      | The Corner                             | Marvin                                                | Mini series                                                      |                      |
| 2000–2001 | Oz                                     | Johnny Basil                                          | Recurring role                                                   | [ 41 ]               |
| 2000–2001 | Law & Order: Special Victims Unit      | Dr. Taylor                                            | Recurring role                                                   | [ 15 ]               |
| 2001      | Law & Order                            | Captain Gasana                                        | Episode: "Soldier of Fortune"                                    | [ 37 ]               |
| 2002      | Keep the Faith, Baby                   | J. Raymond Jones                                      | Television film                                                  | [ 42 ]               |
| 2002–2008 | The Wire                               | Cedric Daniels                                        | Main role                                                        | [ 41 ]               |
| 2003      | Law & Order: Criminal Intent           | Jack Bernard                                          | Episode: "Probability"                                           | [ 37 ]               |
| 2004      | Law & Order                            | FBI Special Agent Jamal Atkinson                      | Episode: "City Hall"                                             | [ 37 ]               |
| 2005      | Independent Lens                       | James                                                 | Episode: "Brother to Brother"                                    | [ 43 ]               |
| 2005–2006 | CSI: Miami                             | FBI Agent David Park                                  | 3 episodes                                                       | [ 44 ]               |
| 2007      | Numb3rs                                | Lieutenant Steve Davidson                             | Episode: "End of Watch"                                          | [ 45 ]               |
| 2008–2009 | Lost                                   | Matthew Abaddon                                       | 4 episodes                                                       | [ 15 ]               |
| 2008–2013 | Fringe                                 | Phillip Broyles                                       | Main role                                                        | [ 41 ]               |
| 2010      | Svetlana                               | Lance                                                 | Episode: "Snatchengil for the Stars"                             | [ 46 ]               |
| 2011      | It's Always Sunny in Philadelphia      | Reggie                                                | Episode: "Frank's Brother"                                       | [ 37 ] [ 47 ]        |
| 2012      | The Avengers: Earth's Mightiest Heroes | Falcon (voice)                                        | 2 episodes                                                       | [ 48 ] [ 49 ]        |
| 2012–2013 | Tron: Uprising                         | Cutler (voice)                                        | 3 episodes                                                       | [ 50 ] [ 49 ]        |
| 2013      | Wilfred                                | Dr. Blum                                              | Episode: "Perspective"                                           | [ 51 ] [ 52 ]        |
| 2013      | NTSF:SD:SUV::                          | Todd Broger                                           | Episode: "TGI Murder"                                            | [ 53 ]               |
| 2013      | Comedy Bang! Bang!                     | Angelfire                                             | Episode: "Andy Samberg Wears A Plaid Shirt And Glasses"          | [ 47 ]               |
| 2013      | The Eric Andre Show                    | Himself                                               | Episode: "Lance Reddick; Harry Shum Jr."                         | [ 54 ]               |
| 2014      | Beware the Batman                      | Ra's al Ghul (voice)                                  | 3 episodes                                                       | [ 55 ] [ 49 ]        |
| 2014      | American Horror Story: Coven           | Papa Legba                                            | 3 episodes                                                       | [ 15 ]               |
| 2014      | Intelligence                           | DCI Jeffrey Tetazoo                                   | 5 episodes                                                       | [ 56 ]               |
| 2014      | The Blacklist                          | The Cowboy                                            | 2 episodes                                                       | [ 57 ]               |
| 2014      | Key & Peele                            | Johnson Family Member                                 | Episode: "Gay Wedding Advice"                                    | [ 58 ]               |
| 2014–2021 | Bosch                                  | Deputy Chief Irvin Irving                             | Main role                                                        | [ 15 ]               |
| 2015      | Castle                                 | Keith Kaufman                                         | Episode: "Hollander's Woods"                                     | [ 59 ]               |
| 2015      | Tim & Eric's Bedtime Stories           | Joseph Zagen                                          | Episode: "Tornado"                                               | [ 60 ]               |
| 2016      | Mary + Jane                            | David                                                 | Episode: "Rehab"                                                 | [ 61 ]               |
| 2017      | Rick and Morty                         | Alan Rails (voice)                                    | Episode: "Vindicators 3: The Return of Worldender"               | [ 50 ]               |
| 2018–2020 | Corporate                              | Christian DeVille                                     | Recurring role                                                   | [ 15 ]               |
| 2018      | American Horror Story: Apocalypse      | Papa Legba                                            | Episode: "Traitor"                                               | [ 15 ]               |
| 2019      | DuckTales                              | General Lunaris (voice)                               | Recurring role                                                   | [ 50 ] [ 49 ]        |
| 2020      | Castlevania                            | The Captain (voice)                                   | 2 episodes                                                       | [ 50 ]               |
| 2020–2022 | Paradise PD                            | Agent Clappers (voice)                                | Recurring role                                                   | [ 50 ]               |
| 2020      | Through the Eye of the Needle          | Narrator                                              | Dust short story special episode                                 | [ 62 ]               |
| 2021      | America's Book of Secrets              | Narrator                                              | Main role (season 4)                                             | [ 63 ]               |
| 2021      | Young Sheldon                          | Professor Boucher                                     | Episode: "An Introduction to Engineering and a Glob of Hair Gel" | [ 64 ]               |
| 2022      | Resident Evil                          | Albert Wesker / Al Wesker / Bert Wesker / Alby Wesker | Main role                                                        | [ 41 ]               |
| 2022      | Farzar                                 | Renzo / Agent Clappers (voices)                       | Main role                                                        | [ 30 ]               |
| 2023–2024 | The Legend of Vox Machina              | Thordak (voice)                                       | Recurring role (season 2-3); posthumous release of season 3      | [ 65 ] [ 66 ] [ 49 ] |
| 2023      | Invincible                             | Steven Erickson (voice)                               | Episode: "Atom Eve"; posthumous release                          | [ 67 ] [ 49 ]        |
| 2023      | Bosch: Legacy                          | Irvin Irving                                          | Episode: "A Step Ahead"; posthumous release                      | [ 68 ]               |
| 2024      | Percy Jackson and the Olympians        | Zeus                                                  | Episode: "The Prophecy Comes True"; posthumous release           | [ 31 ]               |
| 2024      | Kite Man: Hell Yeah!                   | Lex Luthor (voice)                                    | Recurring role, 4 episodes; posthumous release                   | [ 69 ]               |

### Computerspil
| År   | Titel                      | Stemmerolle      | Noter                                                        | Ref.          |
| ---- | -------------------------- | ---------------- | ------------------------------------------------------------ | ------------- |
| 2009 | 50 Cent: Blood on the Sand | Derek Carter     |                                                              | [ 15 ]        |
| 2014 | Destiny                    | Commander Zavala |                                                              | [ 70 ]        |
| 2015 | Destiny: The Taken King    | Commander Zavala |                                                              | [ 70 ]        |
| 2016 | Quantum Break              | Martin Hatch     | Also motion capture and full motion video footage            | [ 71 ] [ 49 ] |
| 2016 | Destiny: Rise of Iron      | Commander Zavala |                                                              | [ 72 ]        |
| 2017 | Payday 2                   | Charon           |                                                              | [ 35 ]        |
| 2017 | Horizon Zero Dawn          | Sylens           |                                                              | [ 73 ] [ 49 ] |
| 2017 | Destiny 2                  | Commander Zavala |                                                              | [ 72 ]        |
| 2018 | Destiny 2: Warmind         | Commander Zavala |                                                              | [ 72 ]        |
| 2018 | Destiny 2: Forsaken        | Commander Zavala |                                                              | [ 72 ]        |
| 2019 | Destiny 2: Shadowkeep      | Commander Zavala |                                                              | [ 72 ]        |
| 2019 | John Wick Hex              | Charon           |                                                              | [ 74 ] [ 49 ] |
| 2020 | Destiny 2: Beyond Light    | Commander Zavala |                                                              | [ 72 ]        |
| 2022 | Horizon Forbidden West     | Sylens           | Burning Shores expansion released posthumously in April 2023 | [ 75 ] [ 49 ] |
| 2022 | Destiny 2: The Witch Queen | Commander Zavala |                                                              | [ 76 ]        |
| 2023 | Destiny 2: Lightfall       | Commander Zavala |                                                              | [ 76 ]        |
| 2023 | Hellboy Web of Wyrd        | Hellboy          | Posthumous release                                           | [ 77 ] [ 49 ] |